# الیکایی آوازخوان
الیکایی آوازخوان (نام علمی: Cyphorhinus phaeocephalus) نام یک گونه از سرده الیکایی‌های کج‌بینی است.